# フィリップ (プファルツ選帝侯)
フィリップ（Philip, 1448年7月14日 - 1508年2月28日）は、プファルツ選帝侯（在位：1476年 - 1508年）。ルートヴィヒ4世と妃マルガレーテの一人息子。

## 生涯
父はフィリップが1歳の時に死去し、叔父フリードリヒ1世の後見下に置かれた。その後フリードリヒ1世は自ら選帝侯位に就き、フィリップはその養嗣子という立場になった。1476年に叔父が嫡子の無いまま亡くなり、フィリップが選帝侯位を継承した。1481年、ヨハン・ダールベルクをハイデルベルク大学に招聘した。また1499年、従叔父のプファルツ＝モスバッハ＝ノイマルクト公オットー2世が亡くなり、遺領を継承した。
1503年に義兄のバイエルン＝ランツフート公ゲオルクが亡くなると、遺領を巡ってバイエルン＝ミュンヘン公アルブレヒト4世と3男のループレヒト（ゲオルクの婿）が対立、ランツフート継承戦争が勃発した。1505年、神聖ローマ皇帝マクシミリアン1世の仲裁で和睦、戦後は孫のプファルツ＝ノイブルク公オットー・ハインリヒの後見役を務めた。1508年に死去、プファルツ選帝侯位は長男のルートヴィヒ5世が継承、オットー・ハインリヒの後見役は四男のフリードリヒが引き継いだ。

## 子女
1474年にバイエルン＝ランツフート公ルートヴィヒ9世の娘マルガレーテと結婚、14人の子を儲けた。
1. ルートヴィヒ5世（1478年 - 1544年） - プファルツ選帝侯
2. フィリップ（1480年 - 1541年） - フライジンク司教、ナウムブルク司教
3. ループレヒト（1481年 - 1504年） - フライジンク司教、バイエルン＝ランツフート公ゲオルクの娘エリーザベトと結婚、オットー・ハインリヒの父
4. フリードリヒ2世（1482年 - 1556年） - プファルツ選帝侯
5. エリーザベト（1483年 - 1522年） - ヘッセン方伯ヴィルヘルム3世と結婚、バーデン辺境伯フィリップ1世と再婚
6. ゲオルク（1486年 - 1529年） - シュパイアー司教
7. ハインリヒ（1487年 - 1552年） - ユトレヒト司教、フライジンク司教、ヴォルムス司教
8. ヨハン（1488年 - 1538年） - レーゲンスブルク司教
9. アマーリエ（1490年 - 1534年） - ポメラニア公ゲオルク1世と結婚
10. バルバラ（1491年 - 1505年）
11. ヘレネ（1493年 - 1524年） - メクレンブルク公ハインリヒ5世と結婚
12. ヴォルフガング（1494年 - 1558年） - ノイマルクト宮中伯
13. オットー・ハインリヒ（1496年）
14. カタリーナ（1499年 - 1526年）